# La Romieu
La Romieu é uma comuna francesa na região administrativa da Occitânia, no departamento de Gers. Estende-se por uma área de 27.48 km², e possui 571 habitantes, segundo o censo de 2018, com uma densidade de 21 hab/km².